# Serie 316 de Renfe

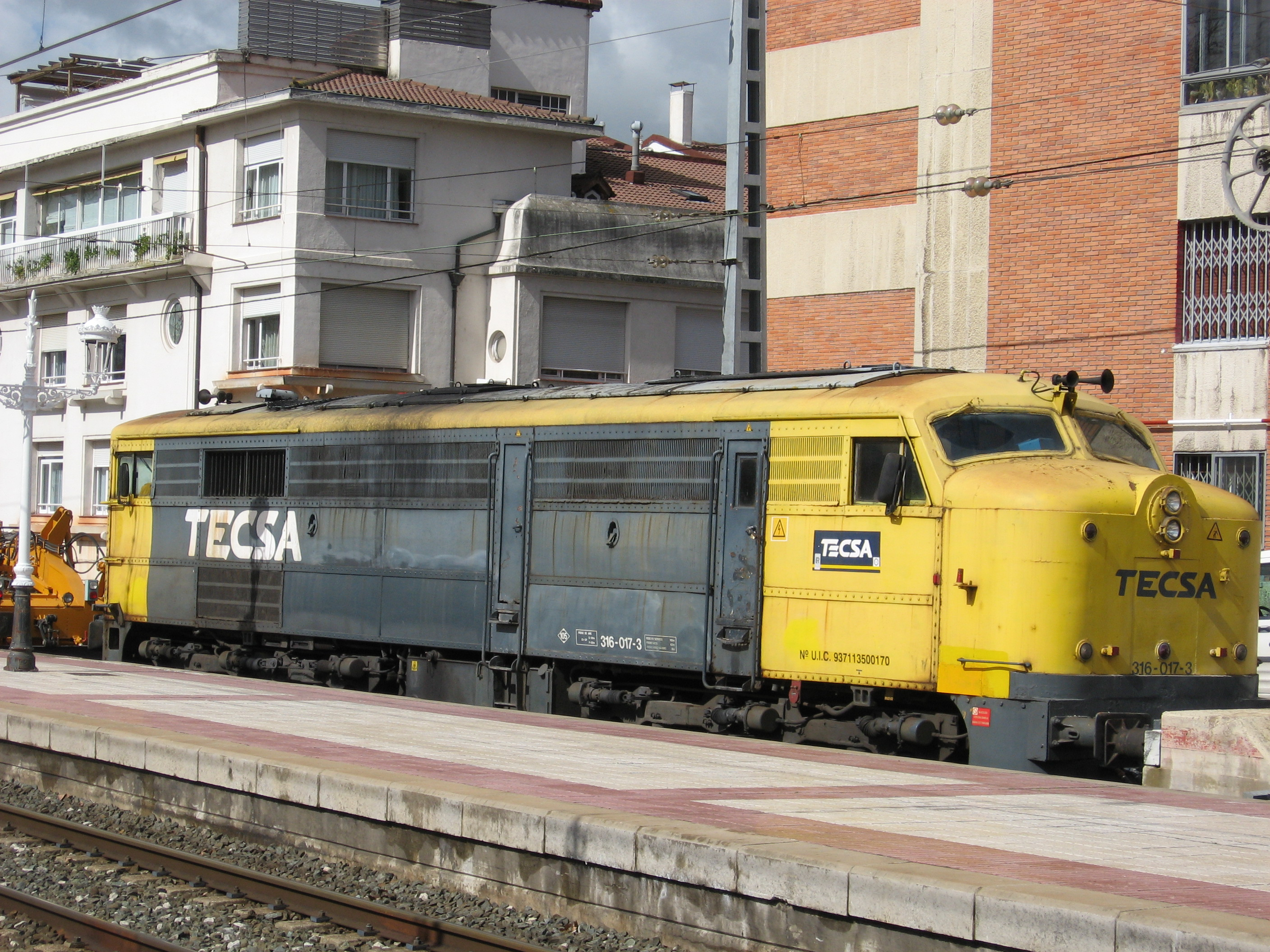
La 316-017 en la estación de Vitoria, España.

La serie 316 de Renfe es un conjunto de 17 locomotoras diésel-eléctricas antiguamente matriculadas como serie 1600. Eran utilizadas para arrastrar trenes de mercancías. Llegaron gracias al plan global de ayudas que prestaron los Estados Unidos a España en el año 1955. Los maquinistas de la época apodaron a estas locomotoras "Marilyn" por su origen estadounidense y por su suave vibración cuando estaban al ralentí.

## Historia
Serie de locomotoras diésel-eléctricas con motor de cuatro tiempos de Alco (American Locomotive Company); la serie constaba originalmente de 17 locomotoras, conocidas como las "1600" por ser esta su matrícula original, pasando a ser la serie 316 con la entrada de la norma de matriculación UIC.
La primera locomotora en llegar fue la 1615 "Marilyn" con librea plata y verde. En el caso de esta locomotora, solo disponía de una cabina (Mono cabina), mientras que el resto de la serie disponía de la cabina original y otra realizada en la puerta trasera de la locomotora.

## Actualidad
Esta serie de locomotoras están fuera de servicio dentro de RENFE, pero sin embargo siguen rodando por las vías españolas, pues varias fueron adquiridas por otras empresas operadoras. Es el caso de la 1601 y la 1614, que fueron adquiridas por Tracción Rail; la 1602 y la 1610 por Continental Rail; la 1603, la 1608 y la 1616 por COMSA Rail Transport; la 1604 por Neopul; y la 1617 por TECSA.
La 1615 está preservada por el Museo del Ferrocarril de Madrid y la 1603 pasó de las manos de COMSA a las de ARMF (Asociación para la Reconstrucción de Material Ferroviario de Lérida) que tiene como objetivo devolverla a colores de origen y traccionar trenes históricos con ella. El 10 de noviembre del 2021, la locomotora hacía su debut traccionando su primer tren histórico después de su restauración, operada por ALSA Rail.